# Theridion positivum
Theridion positivum är en spindelart som beskrevs av Chamberlin 1924. Theridion positivum ingår i släktet Theridion och familjen klotspindlar. Inga underarter finns listade i Catalogue of Life.